# Osbeckia
Osbeckia is een geslacht uit de familie Melastomataceae. De soorten komen voor op Madagaskar en van (sub)tropisch Azië tot in Noord-Australië.

## Soorten
- Osbeckia abrahamii G.S.Giri & M.P.Nayar
- Osbeckia aspera (Meerb. ex Walp.) Blume
- Osbeckia aspericaulis Hook.f. ex Triana
- Osbeckia australiana Naudin
- Osbeckia bicolor H.Perrier
- Osbeckia brachystemon Naudin
- Osbeckia buxifolia Arn.
- Osbeckia capitata D.Don ex Wight & Arn.
- Osbeckia capitata Benth. ex Walp.
- Osbeckia chinensis L.
- Osbeckia cochinchinensis Cogn.
- Osbeckia dolichophylla Naudin
- Osbeckia ericoides Bakh.f.
- Osbeckia gracilis Bedd.
- Osbeckia lanata Alston
- Osbeckia leschenaultiana DC.
- Osbeckia mehrana G.S.Giri & M.P.Nayar
- Osbeckia melastomacea Bakh.f.
- Osbeckia moonii Thwaites
- Osbeckia muralis Naudin
- Osbeckia nayarii G.S.Giri
- Osbeckia nepalensis Hook.
- Osbeckia nutans Wall. ex C.B.Clarke
- Osbeckia octandra DC.
- Osbeckia opipara C.Y.Wu & C.Chen
- Osbeckia parvifolia Arn.
- Osbeckia reticulata Bedd.
- Osbeckia rheedei Gardner ex Thwaites
- Osbeckia rostrata D.Don
- Osbeckia rubicunda Arn.
- Osbeckia saddlepeakensis Prashob, Manudev, Sibichen & Nampy
- Osbeckia setosoannulata E.T.Geddes
- Osbeckia stellata Buch.-Ham. ex D.Don
- Osbeckia thorelii Guillaumin
- Osbeckia tirunelvelica Manickam & Murugan
- Osbeckia travancorica Bedd. ex Gamble
- Osbeckia virgata D.Don ex Wight & Arn.
- Osbeckia walkeri Arn.
- Osbeckia wightiana Benth. ex Wight & Arn.
- Osbeckia wynaadensis C.B.Clarke
- Osbeckia zeylanica L.f.